# Хуанцзю
Хуанцзю, или «жёлтое вино» — китайский алкогольный напиток из зёрен риса, проса или пшеницы. В отличие от байцзю, не относится к дистиллированным напиткам. Вино содержит 8—12 % спирта, так как процесс ферментации прекращается при такой концентрации этанола. По традиции напиток пастеризуется, выдерживается и фильтруется, затем разливается по бутылкам для продажи. Различные варианты хуанцзю могут иметь цвет от светлого до бежевого, желтовато-коричневого или красновато-коричневого.
Хуанцзю пьют охлаждённым, подогретым или используют в кулинарии. Его производят в основном в континентальном Китае и на Тайване.

## Классификация
Китайские ферментированные напитки классифицируются по нескольким факторам, включая их степень сухости, закваску, использованную при их производстве, и процесс производства.

### Сухость / сладость
Это официальная классификация всех китайских вин (включая невиноградные). Всего существует пять категорий: сухие, полусухие, полусладкие, сладкие и очень сладкие:
- Сухое (гань, 干): с содержанием сахара не более 1 %. У этого вида «жёлтого вина» самая низкая температура брожения. Примером может служить юаньхунцзю (元 红酒, буквально «чемпионское красное вино»), фирменное блюдо Шаосин, названное так потому, что традиционные сосуды окрашены в красный цвет.
- Полусухое (бань гань, 半干): с содержанием сахара от 1 до 3 %. Этот вид хуанцзю может храниться долгое время и включает большинство разновидностей, которые экспортируются из Китая. Примером является цзяфаньцзю (加 饭 酒, буквально «вино с добавлением риса») — это вариант юаньхунцзю, куда добавляется большее количества риса во время брожения. Цзяфаньцзю традиционно используется в церемониях, таких как рождение ребёнка, помолвки и похороны.
- Полусладкое (бань тянь,半甜): с содержанием сахара от 3 до 10 %. Чем больше хранится полусладкое хуанцзю, тем больше оно темнеет. Этот сорт нельзя хранить слишком долго. Одним из примеров является шаньнянцзю (善 酿酒, буквально «лучше приготовленное вино»), фирменное блюдо Шаосин, в котором вместо воды используется выдержанный юаньхунцзю.
- Сладкое (тянь, 甜): с содержанием сахара от 10 до 20 %. Примером может служить фэн ган цзю (封 缸 酒, буквально «вино, спрятанное в глиняном кувшине»). По сравнению с предыдущими видами сладкий хуанцзю можно производить круглый год с использованием традиционных методов производства.
- Очень сладкое (нун тянь, 浓 甜): с содержанием сахара не менее 20 %. Примером этого сорта является сян сюэ цзю (香雪 酒, буквально «ароматное снежное вино»).

### Закваска
- Малая закваска (小 麴, 小曲; пиньинь : xiǎo qū): вина с добавлением Rhizopus, дрожжей и других микроорганизмов. Смесь выделяет меньше тепла, поскольку используется в основном на тропическом юге Китая.
- Большая закваска (酒麴, 酒 曲; пиньинь: jiǔ qū): вина, приправленные рисом, выращенным с помощью Aspergillus oryzae и дрожжей. К этому виду относятся практически все популярные в Китае алкогольные напитки.
- Красная закваска (紅 麴, 红 曲; пиньинь: hóng qū): вина, приправленные и окрашенные Monascus purpureus или другими плесневыми грибами красного риса из рода Monascus .

### Способ производства
- Горячий рис (燙 飯; пиньинь : tàng fàn): приготовленный на пару рис, используемый для изготовления «вина», охлаждают на воздухе, пока он не станет едва тёплым, перед обработкой.
- Холодный рис (凉 飯; пиньинь: liáng fàn): пропаренный рис, используемый для приготовления «вина», перед обработкой пропускают через холодную воду. Нефильтрованное пюре для этого «вина» иногда едят как десерт или используют в качестве закуски для других спиртных напитков.
- Добавленный рис (加 飯 или 餵飯; пиньинь: jiā fàn или wèi fàn): пропаренный рис непрерывно добавляется в смесь для брожения (до трех раз), чтобы получилось более сладкое «вино».
- Крепленые : в пюре для брожения добавляют дистиллированное «вино», увеличивая количество алкоголя и останавливая процесс. Таким образом, значительное количество сахара остается несброженным, и «вино» получается особенно сладким.

## Типы

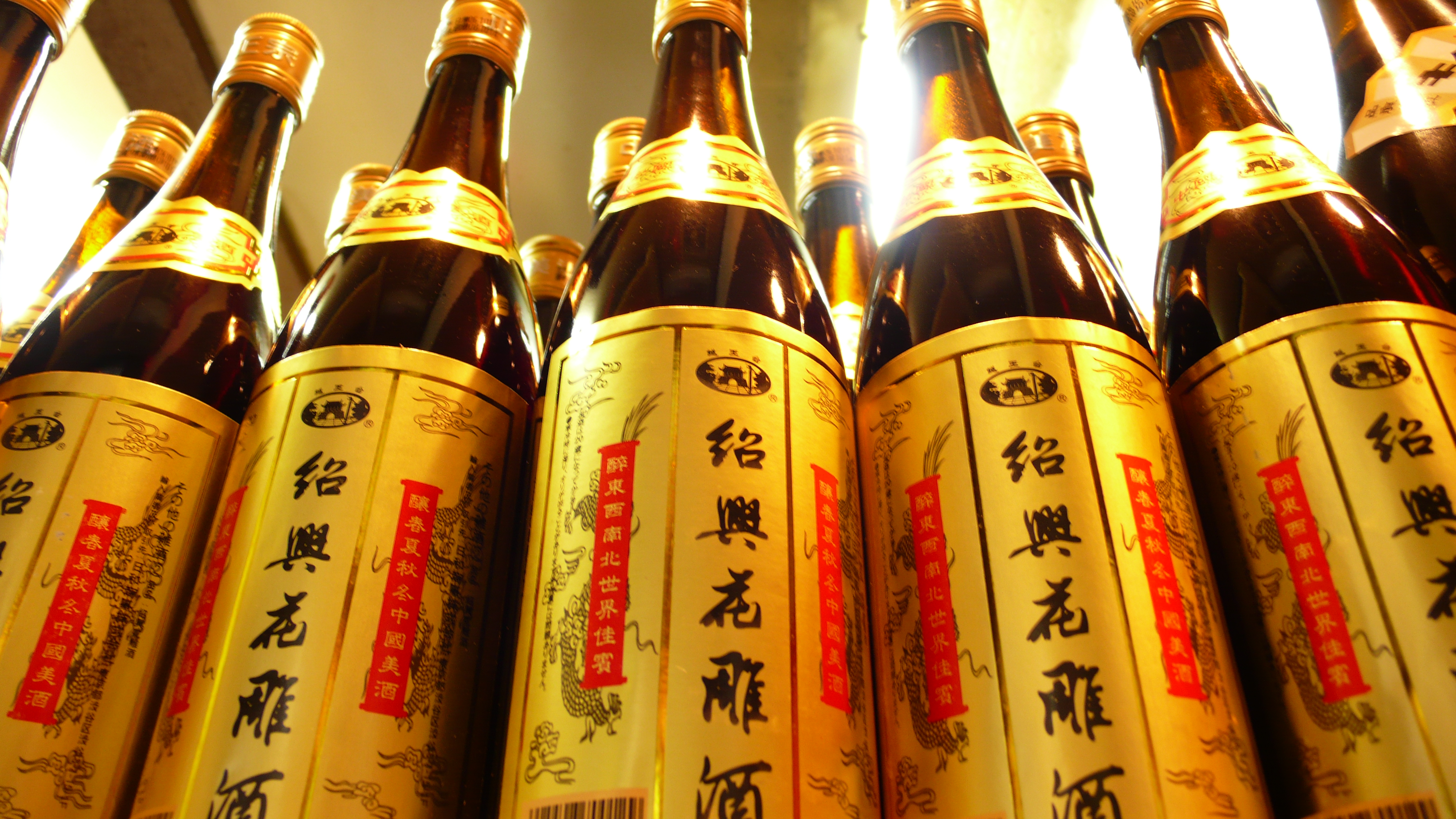
Бутылки из Шаосина («красное вино чемпионов»).

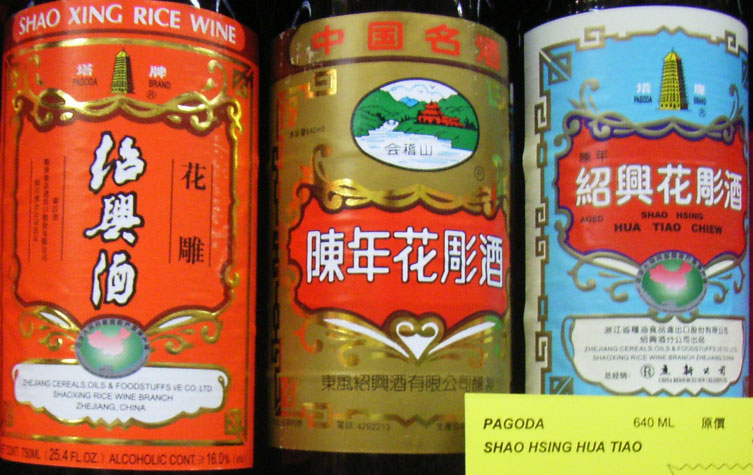
Бутылки Huadiao jiu.

Некоторые из наиболее популярных «жёлтых вин»:
- Мицзю (米酒; pinyin : mjiǔ) — родовое название китайского ферментированного рисового вина, похожего на японское сакэ. Обычно оно прозрачное и используется как для питья, так и для приготовления пищи. Мицзю для добавления в пищу часто содержит 1,5 % соли. Объемное содержание алкоголя 12-19,5 %.
- Клейкое рисовое вино Фуцзянь (福建 糯米 酒; пиньинь: Fújiàn nuòmǐ jiǔ): приготовлено путем добавления множества вариантов китайских лекарственных трав в слабоалкогольное вино из клейкого риса. В этой уникальной производственной технологии в качестве сырья используется другое вино, а не вода. Конечный продукт имеет оранжево-красный цвет и содержит 18 % алкоголя.[2]
- Хуадяо цзю (花雕 酒; пиньинь: huādiāo jiǔ, буквально «вино из цветочной скульптуры»), также называемое нюэр хун (女儿红; пиньинь: nǚ'ér hóng, буквально «красная дочь»): разновидность хуанцзю, происходящая из Шаосин в провинции Чжэцзян на восточном побережье. Изготавливается из клейкого риса и пшеницы. Это вино возникло из традиции Шаосин закапывать нюэр хонг, когда рождалась дочь, и выкапывать его для употребления, когда дочь выходила замуж. Емкости оформлялись в ярких тонах в качестве свадебного подарка. Чтобы сделать его более привлекательным, люди стали использовать керамику с резными цветами и узорами. Huadiao jiu содержит 16 % алкоголя по объёму.
- Шаосинское вино (绍兴酒 или 紹興酒; пиньинь: Shàoxīng jiǔ): это самая известная в мире версия с высоким содержанием алкоголя. Помимо прямого употребления, его часто используют как добавку в китайской кухне. Его красноватый цвет обусловлен ферментированным красным рисом. Основным производителем этого типа вина является Zhejiang Gu Yue Long Shan Shaoxing Wine Co., Ltd. (古越 龍山) в Шаосине (Чжэцзян).[3] Нередко некоторые сорта вина Шаосин выдерживаются в течение 50 и более лет.[4]
- Хунлуцзю (红 露酒 или 紅 露酒; пиньинь: hóng lù jiǔ ; буквально «красное вино росы»): производится в основном так же, как вино Шаосин, но с меньшей крепостью. Он получает разные названия в зависимости от возраста, получателя и способа использования.
- Ляоцзю (料酒; pinyin: liàojiǔ ; буквально «ингредиентное вино»): низкосортный хуанцзю, широко используемый в китайской кухне. Он часто продается с добавлением различных приправ, таких как гвоздика, звездчатый анис, кассия, черный кардамон, сычуаньский перец, имбирь, мускатный орех и соль.